# قائمة الأفلام المصرية سنة 1953
هذه قائمة بالأفلام المصرية لسنة 1953 مرتبة أبجديا

## 1953
- أرض الأبطال
- أنا وحدي
- ابن ذوات
- الحموات الفاتنات
- بائعة الخبز
- بنت الأكابر
- حرام عليك
- حكم قراقوش
- دهب
- ريا وسكينة
- عائشة
- فاعل خير
- قلبي على ولدي
- لسانك حصانك
- نشالة هانم
- وفاء
- اشهدوا يا ناس